# Аричоаја (Валча)
Аричоаја (рум. Aricioaia) насеље је у Румунији у округу Валча у општини Ширињаса. Oпштина се налази на надморској висини од 209 m.

## Становништво
Према подацима из 2002. године у насељу је живело 51 становника, од којих су сви румунске националности.